# (5581) Mitsuko
(5581) Mitsuko es un asteroide perteneciente al cinturón de asteroides descubierto el 10 de febrero de 1989 por Masayuki Iwamoto y el también astrónomo Toshimasa Furuta desde Tokushima Observatory, Prefectura de Tokushima, Japón.

## Designación y nombre
Designado provisionalmente como 1989 CY1. Fue nombrado Mitsuko en honor a Mitsuko Iwamoto, esposa del descubridor Masayuki Iwamoto.

## Características orbitales
Mitsuko está situado a una distancia media del Sol de 2,380 ua, pudiendo alejarse hasta 2,760 ua y acercarse hasta 2,000 ua. Su excentricidad es 0,159 y la inclinación orbital 2,486 grados. Emplea 1341,87 días en completar una órbita alrededor del Sol.

## Características físicas
La magnitud absoluta de Mitsuko es 14,1. 